# Ivan Marconi
Ivan Marconi (Brescia, 25 ottobre 1989) è un calciatore italiano, difensore della Virtus Entella.

## Biografia
È sposato dal 24 giugno 2021 con Camilla, conosciuta da adolescente nel paese natio di Castegnato. Da lei ha avuto una figlia nel maggio 2024.

## Caratteristiche tecniche
Difensore centrale abile nel gioco aereo, questa caratteristica che gli ha permesso di siglare un buon numero di gol per il ruolo. Forte fisicamente, è abile nella marcatura e nel leggere i movimenti degli avversari.

## Carriera

### Inizi
Nato a Brescia, Marconi inizia la sua carriera da calciatore nelle file dell'Inter. Nella stagione 2006-2007, si aggrega per la prima volta nella prima squadra dellasocietà lombarda. Nel corso del 2007 viene ceduto gratuitamente al Lumezzane, ma subito dopo, il 31 agosto dello stesso anno, viene girato in prestito al Brescia. La stagione successiva viene ceduto in prestito alla Sampdoria che lo aggrega alla squadra Primavera. Il 20 gennaio 2009 riceve la prima convocazione in prima squadra, in occasione della gara interna dei doriani contro l'Udinese

### Gubbio
Nel gennaio del 2009 viene ceduto al Gubbio in Lega Pro, con un accordo di comproprietà, dove rimane a giocare per l'intera stagione, principalmente come difensore centrale. Nel giugno del 2010, le due società non trovarono l'accordo per la risoluzione della comproprietà, per questo motivo si dovette procedere alle buste per deciderne la soluzione ed assegnare i diritti definitivi del cartellino del giocatore. Il 30 giugno del 2010, all'apertura delle buste in Lega Pro, il Lumezzane riuscì ad ottenere l'intero cartellino del giocatore grazie ad un'offerta migliore.
Lascia quindi il Gubbio dopo 39 presenze, di cui 4 nei playoff di categoria.

### Savona
Il 10 agosto 2010 viene ceduto dal Lumezzane in prestito al Savona, società anch'essa militante nella seconda divisione di Lega Pro, con un'opzione per la società ligure per l'acquisto della comproprietà del cartellino. Il 23 giugno successivo, dopo 23 presenze in campionato, il Savona esercita la propria opzione di riscatto del cartellino. Durante la stagione 2011-2012 segna i suoi primi gol da professionista. Nel giugno del 2012, il Savona riscatta l'altra metà del cartellino dal Lumezzane sempre con l'utilizzo delle buste. Al termine della stagione 2012-2013 il Savona ottiene la promozione in Lega Pro prima divisione), alla quale Marconi contribuisce con 29 presenze ed una rete, questa siglata nell'incontro in trasferta contro il Mantova vinto 3-1 dai liguri. Al termine della stagione 2014-2015, dopo 156 presenze e 9 reti lascia il club.

### Cremonese
Il 7 luglio 2015 firma un contratto con la Cremonese, siglando un contratto triennale.
Al termine della stagione 2016-2017 raggiunge con il club lombardo la promozione in Serie B. La stagione successiva, in occasione della seconda partita di campionato, nello scontro interno tra Cremonese ed Avellino, fa il suo esordio in serie B subentrando al 29' del secondo tempo all'attaccante Andrea Brighenti. Al termine della stagione collezione un totale 24 presenze in cadetteria e il 25 giugno sigla un contratto di rinnovo biennale con la Cremonese. La stagione successiva trova poco spazio, riuscendo a collezionare appena due presenze nel girone di andata.

### Monza
Il 5 gennaio 2019 viene ufficializzata la sua cessione a titolo definitivo Monza, insieme a quella del compagno di squadra Andrea Brighenti. Esordisce con la squadra lombarda il 15 gennaio successivo nella vittoria interna contro il Virtus Verona giocando da titolare tutta la partita; mentre segna il suo primo gol con la nuova maglia il 15 aprile successivo nella vittoria casalinga contro il Rimini, ripetendo l'exploit nel pareggio interno contro il Südtirol nei playoff di categoria. Nella stagione 2019-2020 ottiene la seconda promozione in carriera in Serie B, questa volta con i brianzoli, contribuendo con 13 presenze ed una rete.

### Palermo
Il 20 agosto 2020 viene acquistato a titolo definitivo dal Palermo, appena promosso in Serie C, assieme al suo compagno di squadra al Monza, Andrea Palazzi. Fa il suo esordio con la maglia dei rosanero alla prima giornata di campionato nella sconfitta esterna contro il Teramo giocando l'intero incontro. Il 29 novembre successivo segna la prima rete nel club del capoluogo siciliano in occasione della vittoria casalinga contro il Monopoli. La stagione successiva, sempre nelle file del Palermo, conquista la terza promozione in Serie B della carriera, giocando da titolare tutte ed otto le partite di playoff giocate dai siciliani, risultando determinante soprattutto nella finale di andata contro il Padova dove salva in acrobazia il gol del potenziale pareggio dei biancoscudati.
Confermato come uno dei titolari nella squadra che affronta la B, segna quindi il suo primo gol in cadetteria il 5 novembre 2022, decisivo per la vittoria interna contro il Parma. Si ripete poi il 14 gennaio 2023 nel pareggio esterno contro il Perugia, concluso con un rocambolesco 3-3, e nella gara successiva segna la rete che regala ai rosanero la vittoria casalinga 1-0 sul Bari.
Il 2 marzo 2023 rinnova il contratto con i rosanero fino al 2024. Il primo dicembre 2023, contro il Catanzaro, raggiunge il traguardo delle 100 presenze con i siciliani.

### Entella
Il 23 luglio 2024 passa alla Virtus Entella. Segna il suo primo gol in biancoceleste l’11 agosto nel primo turno di Coppa Italia Serie C contro l’Alcione (2-0) ripetendosi poi in Serie C il 20 ottobre contro la Vis Pesaro (1-1). Con 28 presenze e 2 gol contribuisce alla promozione dell'Entella in Serie B (la terza diretta nella sua carriera) arrivando a indossare anche la fascia da capitano in assenza di Luca Parodi; a fine stagione ha modo di vincere anche la Supercoppa Serie C e a giugno la società gli prolunga il contratto fino al 2027.

## Statistiche

### Presenze e reti nei club
Statistiche aggiornate al 10 agosto 2025
| Stagione              | Squadra               | Campionato            | Campionato | Campionato | Coppe nazionali | Coppe nazionali | Coppe nazionali | Coppe continentali | Coppe continentali | Coppe continentali | Altre coppe | Altre coppe | Altre coppe | Totale | Totale |
| Stagione              | Squadra               | Comp                  | Pres       | Reti       | Comp            | Pres            | Reti            | Comp               | Pres               | Reti               | Comp        | Pres        | Reti        | Pres   | Reti   |
| --------------------- | --------------------- | --------------------- | ---------- | ---------- | --------------- | --------------- | --------------- | ------------------ | ------------------ | ------------------ | ----------- | ----------- | ----------- | ------ | ------ |
| gen-giu. 2009         | Gubbio                | 2D                    | 9          | 0          | CI-LP           | -               | -               | -                  | -                  | -                  | -           | -           | -           | 9      | 0      |
| 2009-2010             | Gubbio                | 2D                    | 26+4       | 0          | CI-LP           | 0               | 0               | -                  | -                  | -                  | -           | -           | -           | 30     | 0      |
| Totale Gubbio         | Totale Gubbio         | Totale Gubbio         | 35+4       | 0          |                 | 0               | 0               |                    | -                  | -                  |             | -           | -           | 39     | 0      |
| 2010-2011             | Savona                | 2D                    | 23         | 0          | CI-LP           | 0               | 0               | -                  | -                  | -                  | -           | -           | -           | 23     | 0      |
| 2011-2012             | Savona                | 2D                    | 35         | 3          | CI-LP           | 0               | 0               | -                  | -                  | -                  | -           | -           | -           | 35     | 3      |
| 2012-2013             | Savona                | 2D                    | 29         | 1          | CI-LP           | 2               | 0               | -                  | -                  | -                  | -           | -           | -           | 31     | 1      |
| 2013-2014             | Savona                | 1D                    | 27+2       | 2          | CI+CI-LP        | 2+1             | 0               | -                  | -                  | -                  | -           | -           | -           | 32     | 2      |
| 2014-2015             | Savona                | LP                    | 31+2       | 3          | CI-LP           | 2               | 0               | -                  | -                  | -                  | -           | -           | -           | 35     | 3      |
| Totale Savona         | Totale Savona         | Totale Savona         | 145+4      | 9          |                 | 7               | 0               |                    | -                  | -                  |             | -           | -           | 156    | 9      |
| 2015-2016             | Cremonese             | LP                    | 25         | 0          | CI+CI-LP        | 1+1             | 0               | -                  | -                  | -                  | -           | -           | -           | 27     | 0      |
| 2016-2017             | Cremonese             | LP                    | 37         | 0          | CI+CI-LP        | 1+1             | 0               | -                  | -                  | -                  | SC-LP       | 2           | 0           | 41     | 0      |
| 2017-2018             | Cremonese             | B                     | 24         | 0          | CI              | 1               | 0               | -                  | -                  | -                  | -           | -           | -           | 25     | 0      |
| 2018-gen. 2019        | Cremonese             | B                     | 2          | 0          | CI              | 0               | 0               | -                  | -                  | -                  | -           | -           | -           | 2      | 0      |
| Totale Cremonese      | Totale Cremonese      | Totale Cremonese      | 88         | 0          |                 | 5               | 0               |                    | -                  | -                  |             | 2           | 0           | 95     | 0      |
| gen.-giu. 2019        | Monza                 | C                     | 17+3       | 1+1        | CI-C            | 5               | 0               | -                  | -                  | -                  | -           | -           | -           | 25     | 2      |
| 2019-2020             | Monza                 | C                     | 13         | 1          | CI-C            | 0               | 0               | -                  | -                  | -                  | -           | -           | -           | 13     | 1      |
| Totale Monza          | Totale Monza          | Totale Monza          | 30+3       | 2+1        |                 | 5               | 0               |                    | -                  | -                  |             | -           | -           | 38     | 3      |
| 2020-2021             | Palermo               | C                     | 25+4       | 1          | -               | -               | -               | -                  | -                  | -                  | -           | -           | -           | 29     | 1      |
| 2021-2022             | Palermo               | C                     | 24+8       | 0          | CI-C            | 2               | 0               | -                  | -                  | -                  | -           | -           | -           | 34     | 0      |
| 2022-2023             | Palermo               | B                     | 29         | 3          | CI              | 2               | 0               | -                  | -                  | -                  | -           | -           | -           | 31     | 3      |
| 2023-2024             | Palermo               | B                     | 10+3       | 0          | CI              | 1               | 0               | -                  | -                  | -                  | -           | -           | -           | 14     | 0      |
| Totale Palermo        | Totale Palermo        | Totale Palermo        | 88+15      | 4          |                 | 5               | 0               |                    | -                  | -                  |             | -           | -           | 108    | 4      |
| 2024-2025             | Virtus Entella        | C                     | 28         | 2          | CI-C            | 1               | 1               | -                  | -                  | -                  | SC-C        | 1           | 0           | 30     | 3      |
| 2025-2026             | Virtus Entella        | B                     | 0          | 0          | CI              | 1               | 0               | -                  | -                  | -                  | -           | -           | -           | 1      | 0      |
| Totale Virtus Entella | Totale Virtus Entella | Totale Virtus Entella | 28         | 2          |                 | 2               | 1               |                    | -                  | -                  |             | 1           | 0           | 31     | 3      |
| Totale carriera       | Totale carriera       | Totale carriera       | 440        | 18         |                 | 24              | 1               |                    | -                  | -                  |             | 3           | 0           | 466    | 19     |

## Palmarès

### Club

#### Competizioni giovanili
- Supercoppa Primavera: 1

Sampdoria: 2008

#### Competizioni nazionali
- Lega Pro: 1

Cremonese: 2016-2017 (Girone A)
- Serie C: 2

Monza: 2019-2020 (Girone A)
Virtus Entella: 2024-2025 (Girone B)
- Supercoppa Serie C: 1

Virtus Entella: 2025